# Nationalparks in Südkorea

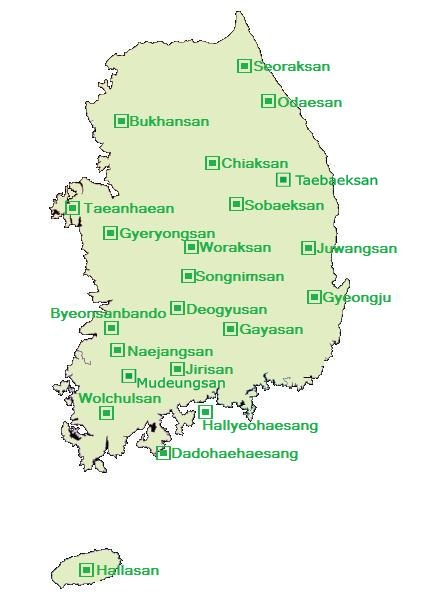
Verteilung der Nationalparks in Südkorea (Stand 2009, seither ist nur der Mudeungsan-Nationalpark hinzugekommen)

Südkorea hat 22 Nationalparks, darunter siebzehn Berg-Nationalparks, vier Meeres- und Küstennationalparks und einen historischen Nationalpark. Bis auf den Hallasan-Nationalpark auf der Insel Jeju werden alle Nationalparks vom Korea National Park Service verwaltet.

## Überblick
Die Regierung in Südkorea begann bereits in den 1960er Jahren durch die Einrichtung von Nationalparks, das Naturerbe des Landes vor Bebauung und Abholzung zu bewahren. Als erster Nationalpark wurde 1967 der Jirisan-Nationalpark errichtet, bis 2016 folgten weitere 21. Etwa 6,7 % der Fläche Südkoreas ist als Nationalpark geschützt.
Die Park sind ganzjährig geöffnet, allerdings werden immer wieder Bereich der Parks zeitweise gesperrt, entweder um der Unfallgefahr durch Schnee und Eis vorzubeugen oder um der Natur in den gesperrten Bereichen eine Regeneration zu ermöglichen. In fast jedem Park gibt es eine oder mehrere Tempelanlagen, in denen oft Teile des Nationalschatzes aufbewahrt werden. Der Gyeongju-Nationalpark wurde sogar extra für die Nationalschätze in der Umgebung eingerichtet. Alle Nationalparks verfügen über ein Touristenzentrum, das den Touristen neben Information auch Einkaufs- und Übernachtungsmöglichkeiten zur Verfügung stellt. In einigen Parks sind entlang der Wanderwege einfache Hütten oder Shelter errichtet worden, in denen die Wanderer Schutz suchen oder übernachten können. Die Parks sind sehr beliebt, darum sind Parks wie der Jirisan-Nationalpark oder der in der Nähe der Hauptstadt Seoul gelegene Bukhansan-Nationalpark an den Wochenenden sehr gut besucht.

## Liste
| Name                        | Region                                                 | Besondere Merkmale                                                                    | Typ                  | Datum      | Größe       | Bild |
| --------------------------- | ------------------------------------------------------ | ------------------------------------------------------------------------------------- | -------------------- | ---------- | ----------- | ---- |
| Odaesan-Nationalpark        | Gangwon-do (Lage)                                      | Woljeongsa- und der Sangwosa-Tempel Habichtskauze                                     | Berg                 | 01.02.1975 | 303,93 km²  |      |
| Taeanhaean-Nationalpark     | Chungcheongnam-do (Lage)                               | Schneereiher                                                                          | Küste                | 20.10.1975 | 326 km²     |      |
| Gyeryongsan-Nationalpark    | Chungcheongnam-do, (Lage)                              | Steinpagode am Gapsa-Tempel Feuerliest-Vogel                                          | Berg                 | 31.12.1968 | 3164,71 km² |      |
| Jirisan-Nationalpark        | Jeollanam-do, Jeollabuk-do und Gyeongsangnam-do (Lage) | Hwaeomsa-Tempel Asiatische Schwarzbären Azaleenblüte im Tal Chilseon                  | Berg                 | 29.12.1967 | 471,75 km²  |      |
| Seoraksan-Nationalpark      | (Lage)                                                 | Sinheungsa, Großer Budda der Wiedervereinigung, Heundeulbawi-Felsen Langschwanzgorale | Berg                 | 24.04.1970 | 398,22 km²  |      |
| Songnisan-Nationalpark      | Chungcheongbuk-do, Gyeongsangbuk-do (Lage)             | Beopjusa-Tempel                                                                       | Berg                 | 24.03.1970 | 274,54 km²  |      |
| Hallasan-Nationalpark       | Jeju-do (Lage)                                         | Schildvulkan, höchster Berg Südkoreas                                                 | Berg                 | 24.04.1970 | 153 km²     |      |
| Naejangsan-Nationalpark     | (Lage)                                                 | Baegyangsa- und Naejangsa-Tempel                                                      | Berg                 | 17.11.1971 | 81,45 km²   |      |
| Mudeungsan-Nationalpark     | Jeollanam-do (Lage)                                    | Sangsang Arboretum                                                                    | Berg                 | 22.05.2012 | 75,45 km²   |      |
| Gayasan-Nationalpark        | Gyeongsangnam-do (Lage)                                | Haeinsa-Tempel mit seinen 81.258 Holzdrucktafeln der Tripitaka Koreana                | Berg                 | 13.10.1972 | 167,6 km²   |      |
| Deogyusan-Nationalpark      | Jeollabuk-do (Lage)                                    | Muju-Resort Skigebiet Bergfestung Cheoksan                                            | Berg                 | 01.02.1975 | 231,65 km²  |      |
| Juwangsan-Nationalpark      | Gyeongsangbuk-do (Lage)                                | Jusanji-Stausee, Jungsa-Tal                                                           | Berg                 | 30.03.1976 | 107 km²     |      |
| Bukhansan-Nationalpark      | Region Seoul (Lage)                                    | Festung Bukhansanseong, Dulle-gil Trail                                               | Berg                 | 02.04.1983 | 79,92 km²   |      |
| Chiaksan-Nationalpark       | Gangwon-do (Lage)                                      | Gipfel-Pagoden Gleithörnchen Diamond Bluebell-Glockenblume                            | Berg                 | 14.12.1984 | 181,57 km²  |      |
| Woraksan-Nationalpark       | Chungcheongbuk-do, Gyeongsangbuk-do (Lage)             | Chunjuho-Stausee Langschwanzgoral                                                     | Berg                 | 31.12.1982 | 287,78 km²  |      |
| Sobaeksan-Nationalpark      | (Lage)                                                 | Buseoksa- und Guinsa-Tempel                                                           | Berg                 | 14.12.1987 | 322,38 km²  |      |
| Wolchulsan-Nationalpark     | Jeollanam-do (Lage)                                    | Dogapsa Tempel, Wolken-Brücke                                                         | Berg                 | 11.06.1988 | 56,6 km²    |      |
| Hallyeohaesang-Nationalpark | Gyeongsangnam-do (Lage)                                | Nymphenpitta                                                                          | Inseln, Küste & Meer | 31.12.1968 | 545,63 km²  |      |
| Dadohaehaesang-Nationalpark | Jeollanam-do (Lage)                                    | sieben verschiedene Distrikte mit über 1700 Inseln                                    | Inseln, Küste & Meer | 23.12.1981 | 2.321,5 km² |      |
| Byeonsanbando-Nationalpark  | Jeollabuk-do (Lage)                                    | In zwei Sektionen, Oebyeonsan (변산) und Naebyeonsan (내변산), aufgeteilt.            | Küste & Meer         | 11.06.1988 | 154,644 km² |      |
| Gyeongju-Nationalpark       | Gyeongsangbuk-do (Lage)                                | Historische Stätten von Gyeongju                                                      | Historisch           | 31.12.1968 | 137 km²     |      |
| Taebaeksan-Nationalpark     | Gangwon-do (Lage)                                      |                                                                                       | Berg                 | 12.05.2016 | 70,052 km²  |      |